# East-West
Albums de Paul Butterfield Blues Band
The Paul Butterfield Blues Band
(1965) The Resurrection of Pigboy Crabshaw
(1967)
East-West est le deuxième album du groupe de blues américain The Paul Butterfield Blues Band.

## L'album
À l'exception du titre East-West toutes les compositions de l'album sont des reprises.

Le morceau East-West, en grande partie improvisé, fusion de blues et jazz, est le premier titre à comporter des influences de musique indienne. Il est considéré également comme le premier morceau d'acid rock.

Dernier album avec Mike Bloomfield et Jerome Arnold.

Seul album avec Billy Davenport.

## Les musiciens
- Paul Butterfield : voix, harmonica
- Elvin Bishop : guitare
- Mike Bloomfield : guitare
- Jerome Arnold : basse
- Billy Davenport : batterie
- Mark Naftalin : claviers

## Les titres
| No | Titre                          | Durée |
| -- | ------------------------------ | ----- |
| 1. | Walkin' Blues                  | 3:15  |
| 2. | Get Out of My Life, Woman      | 3:13  |
| 3. | I Got a Mind to Give up Living | 4:57  |
| 4. | All These Blues                | 2:18  |
| 5. | Work Song                      | 7:53  |
| 6. | Mary, Mary                     | 2:48  |
| 7. | Two Trains Running             | 3:50  |
| 8. | Never Say No                   | 2:57  |
| 9. | East-West                      | 13:10 |

## Informations sur le contenu de l'album
- Walkin' Blues est une reprise de Robert Johnson (1936).
- Get Out of My Life, Woman est une reprise d'un titre de Lee Dorsey écrit par Allen Toussaint en 1966.
- I Got a Mind to Give up Living, All These Blues et Never Say No sont des reprises de titres traditionnels.
- Work Song est une reprise du Cannonball Adderley Quintet (1960).
- Mary, Mary a été écrit par Michael Nesmith des Monkees qui réenregistrèrent le titre en 1967.
- Two Trains Running est une reprise de Muddy Waters écrite en 1951 sous le titre Still a Fool.